# Сан Ђакомо (Мантова)
Сан Ђакомо је насеље у Италији у округу Мантова, региону Ломбардија.
Према процени из 2011. у насељу је живело 108 становника. Насеље се налази на надморској висини од 57 м.